# Tour della nazionale maschile di rugby a 15 del Giappone 1975
Il Tour della Nazionale di rugby a 15 del Giappone 1975 fu una serie di match di rugby a 15 disputati dalla nazionale Giapponese in Australia nel 1975.
Se nel 1974 la nazionale giapponese di "rugby a 15" si era recata in tour in Nuova Zelanda, nel 1974 si recò nell'Australia. In questo caso ebbe la possibilità di giocare due test ufficiali contro i padroni di casa

## Risultati
| Peery Lakes 20 luglio 1975 | Western Australia | – | Giappone XV |  |

| Norwood 23 luglio 1975 | South Australia | – | Giappone XV |  |

| Sydney 29 luglio 1975 | Sydney | – | Giappone XV |  |

| luglio 1975 | Queensland Country | 12 – 32 | Giappone XV |  |

| Arbitro: | Warwick Cooney |

| |            | |
| mete: McLean 2, Osborne Robertson 2, Wright trasf.: McLean 5 c.p.: McLean 5 | Marcatori  | mete: Aruga c.p.:Ueyama |
| 15.Paul McLean 14.Douglas Osborne, 11.Ian Robertson 13.John Weatherstone, 12.Geoff Shaw 10.Ken Wright, 9.John Hipwell (c) 8.Mark Loane, 7.Ray Price, 6.Dick Cocks 5.Garrick Fay, 4.Reginald Smith 3.Ron Graham, 2.Peter Horton, 1.Steve Finnane sostituti: 16.Rod Hauser | Formazioni | 15.Nobuyuki Ueyama 14.Masaru Fujiwara, 11.Ken Aruga 13.Shigetaka Mori, 12.Masao Yoshida 10.Masakatsu Iguchi, 9.Ryozo Imazato (c) 8.Ichiro Kobayashi, 7.Hideo Akama, 6.Yoshiaki Izawa 5.Koichi Shibata, 4.Hiroshi Ogasawara 3.Asura Hara, 2.Toshio Kurosaka, 1.Tsukasa Takada |

| 6 agosto 1975 | NSW Country | 97 – 20 | Giappone XV |  |

| Arbitro: | Robert Burnett |

| |            | |
| mete: Hauser Price, Ryan 3 AA Shaw, GA Shaw 2 trasf.: McLean 6 c.p.: McLean 2 | Marcatori  | mete: Aruga, Fujiwara 2 Ishizuka, Yoshida trasf.: Tanaka c.p.: Ueyama |
| 15.Jim Hindmarsh 14.John Ryan, 11.Ian Robertson 13.John Weatherstone, 12.Geoff Shaw (c) 10.Paul McLean, 9.Rod Hauser 8.G.Cornelsen, 7.T. Shaw, 6.R.Price 5.Brian Mansfield, 4.Reginald Smith 3.S. Finnane, 2.P.Horton, 1.Ron Graham | Formazioni | 15.Nobuyuki Ueyama 14.Masaru Fujiwara, 11.Ken Aruga 13.Shigetaka Mori, 12.Masao Yoshida 10.Masakatsu Iguchi, 9.Ryozo Imazato (c) 8.I. Kobayashi, 7.T. Ishizuka, 6.Y. Izawa 5.Toshio Terai, 4.Hiroshi Ogasawara 3.T.o Kurosaka, 2.Toru Wada, 1.Tsukasa Takada sostituti: 16.Nobufumi Tanaka |